# США на зимних Олимпийских играх 1960
Соединённые Штаты Америки принимали у себя XVII Зимние Олимпийские игры, проходившие в Скво-Велли (штат Калифорния) с 18 по 28 февраля 1960 года, где представители США завоевали 10 медалей, из которых 3 золотых (в том числе победа сборной страны по хоккею с шайбой), 4 серебряных и 3 бронзовых. На вторых в истории США домашних Зимних Олимпийских Играх, сборную страны представляли 79 спортсменов (61 мужчина, 18 женщин), выступавших в 8 видах спорта.

## Медалисты

### Золото
- Дэвид Дженкинс — фигурное катание, мужчины-одиночки.
- Кэрол Хейсс — фигурное катание, женщины-одиночки.
- Сборная США по хоккею с шайбой (Джек Маккартан, Лоренс Пэлмер[англ.], Джон Мэйасич[англ.], Джек Киррейн, Роберт Оуэн[англ.], Родни Павола[англ.], Уильям Клири[англ.], Уильям Кристиан, Роджер Кристиан, Томас Уильямс[англ.], Роберт Клири, Пол Джонсон, Уэлдон Олсон[англ.], Роберт Мак-Ви[англ.], Ричард Роденхайзер[англ.], Юджин Грациа, Ричард Мередит[англ.]) — олимпийский чемпион по хоккею с шайбой (мужчины).

### Серебро
- Пенни Питу — горнолыжный спорт, скоростной спуск (женщины).
- Пенни Питу — горнолыжный спорт, слалом-гигант (женщины).
- Бетси Снайт — горнолыжный спорт, слалом (женщины).
- Уильям Дисней[англ.]  — конькобежный спорт, 500 м (мужчины).

### Бронза
- Барбара Роулз — фигурное катание, женщины-одиночки.
- Рональд Людингтон[англ.] и Ненси Людингтон[англ.] — фигурное катание, пары.
- Джинн Эшуорт — конькобежный спорт, 500 м (женщины).